# Saukse
Saukse es un pueblo ubicado en el municipio de Kadrina, en el condado de Lääne-Viru, Estonia.

## Superficie
Posee una superficie de 2,557 kilómetros cuadrados.

## Demografía
Hasta 2021 la población era de 29 habitantes, con una densidad de población de 11,34 habitantes por kilómetro cuadrado.